# Acanthermia umbrata
Acanthermia umbrata là một loài bướm đêm trong họ Noctuidae.